# Hannes de Graaf
Johannes (Hannes) de Graaf  (Veenhuizen (Noordenveld), 14 juli 1911 – Heemstede, 24 april 1991) was een vrijzinnig-hervormd theoloog en ethicus, predikant, hoogleraar en vredesactivist, voorzitter van de Pacifistisch Socialistische Partij en van de christelijke vredesbeweging Kerk en Vrede. Hij was gehuwd met Annie de Roever.

## Afkomst en studententijd
Na het gymnasium in Leiden, ging hij als zoon van een theoloog ook theologie studeren aan de Rijksuniversiteit Leiden. Hij was actief lid van de Vrijzinnig Christelijke Studenten Bond. Politiek oriënteerde hij zich in zijn studententijd op de Vrijzinnig Democratische Bond. In 1935 sloot hij zich aan bij de intellectuelen van groepering Eenheid door Democratie die verontrust waren door de groei van het fascisme en communisme in Europa in de jaren dertig.

## Japans krijgsgevangene
In 1939 vertrekt hij als predikant naar Medan in Nederlands-Indië. In een overdenking in het Vrijzinnige blad Om het hoogste goed, zet hij in die tijd zijn gedachten uiteen over geloof en noodlot. Volgens De Graaf is de strijd tussen geloof en noodlot nooit beslist, maar het noodlot heeft nooit het laatste woord. Het geloof is daarvoor een tegenkracht. Het bleef de diepere overtuiging achter zijn politieke engagement en zijn werk in de vredesbeweging.
In 1942 wordt De Graaf na verovering van Nederlands-Indië door Japan gescheiden van zijn gezin en geïnterneerd. In de nadagen van de oorlog gaat hij door drie belangrijke ervaringen heen. Als De Graaf, die van jongs af aan invalide was, een lange mars vanwege een verhuizing van het ene naar het andere kamp, door zijn gebrek niet volhoudt, ondervindt hij geheel tegen de verwachting begrip van een Japanse soldaat die hem menselijk behandelt en rustig de tijd geeft. Executie had in zo´n geval toen meer voor de hand gelegen. De tweede ervaring was het terugzien van zijn hele gezin in 1945. De derde was, dat hij besloot zich te bekennen tot het christelijk pacifisme. Het was zijn reactie op de vreselijke prijs voor zijn bevrijding uit de kampen, namelijk de atoombommen op Hiroshima en Nagasaki.

## Pacifist en ethicus
Zijn pacifisme, zegt zijn biograaf, dr. E.D.J. de Jong was “geen ideologie, maar een instinct – een basisgevoel over wat nodig is voor het overleven van de menselijke soort”. Zijn contacten met andere pacifisten als ds. Jan Buskes en ds. Krijn Strijd hebben hem naderhand gesteund om zijn eigen, principiële, maar niet-dogmatische visie op geweld en geweldloosheid te vormen Vanaf 1950 gaat De Graaf deel uitmaken van het hoofdbestuur van Kerk en Vrede en in 1951 wordt hij voorzitter. In 1955 wordt De Graaf gewoon hoogleraar ethiek aan de theologische faculteit van de Rijksuniversiteit Utrecht. Hij verzette zich als ethicus tegen alle vormen van moralisme en zocht naar een nieuwe ethiek. Hij ging enerzijds uit van een ´macromoraal´ die universeel hoorde te zijn en waar hij ook het belang van mensenrechten in projecteerde. Hij pleitte anderzijds voor wat hij noemde ´micromoralen´ die zich toespitsten op concrete levensterreinen, ook van verschillende beroepsgroepen. Hannes de Graaf ontwikkelde zich in die jaren ook tot een pleitbezorger van de oecumene; ´een protestantse katholiek´, noemt zijn biograaf hem. Anders dan Buskes trad De Graaf in 1957 toe tot de PSP, waarin aanvankelijk dominees en theologen fors vertegenwoordigd waren. Hij was een poosje voorzitter en groeide op den duur uit tot wijze senior en bemiddelaar in de vele partijconflicten. De Graaf kon er goed mee instemmen dat de PSP opging in GroenLinks.

## Dialoog met Oost-Europa
Een belangrijk hoofdstuk in zijn leven vormt zijn kennismaking met de Russisch-Orthodoxe Kerk en de dialoog met christenen in het oosten, die begon met een reis in 1955 en daarop volgden er nog vele. Hij sloot zich aanvankelijk aan bij de Praagse Vredesconferentie, maar na het neerslaan van de Praagse Lente in 1968 zag hij geen mogelijkheden meer voor dit christelijke vredesplatform, toen dat steeds meer aan de leiband van de communistische machthebbers moest lopen. De Graaf was een voorloper van het Interkerkelijk Vredesberaad (IKV) in zijn combinatie van inzet voor contacten met christenen in Oost-Europa vanuit een vredesperspectief, zonder de kritiek op het communistisch systeem op te geven.

## Laatste jaren, de vredesbeweging
Hannes De Graaf was in de jaren ´80 langzamerhand de éminence grise van de vredesbeweging geworden, ook voor het niet-pacifistische IKV. Hij was heel belangstellend in het succes van de IKV-campagne en moedigde ook de achterban van Kerk en Vrede aan erin te participeren. Het atoompacifisme van het IKV vond De Graaf echter toch aan de magere kant en ook de politiek calculerende wijze van werken van haar voorman Mient Jan Faber, kon hem niet altijd bekoren. Hij spaarde hem zijn kritiek niet, maar niettemin stonden beiden op goede voet en werd Hannes de Graaf, ook door Faber en andere IKV'ers vaak om advies gevraagd. Hannes de Graaf is na een kort ziekbed in 1991 aan kanker overleden.

## Publicaties (selectie)
- Met R. Bakker, Geschiedenis der wijsgerige ethiek in drie delen: I Lot en daad, geluk en rede in het Griekse denken; II De ethiek van een gekerstende levensorde; III De mondige mens tussen goed en kwaad. Utrecht, Bijleveld, 1957, 1964 en 1966.
- Elementair begrip van de ethiek. Haarlem, De Erven F. Bohn, 1972.